# La sonrisa etrusca

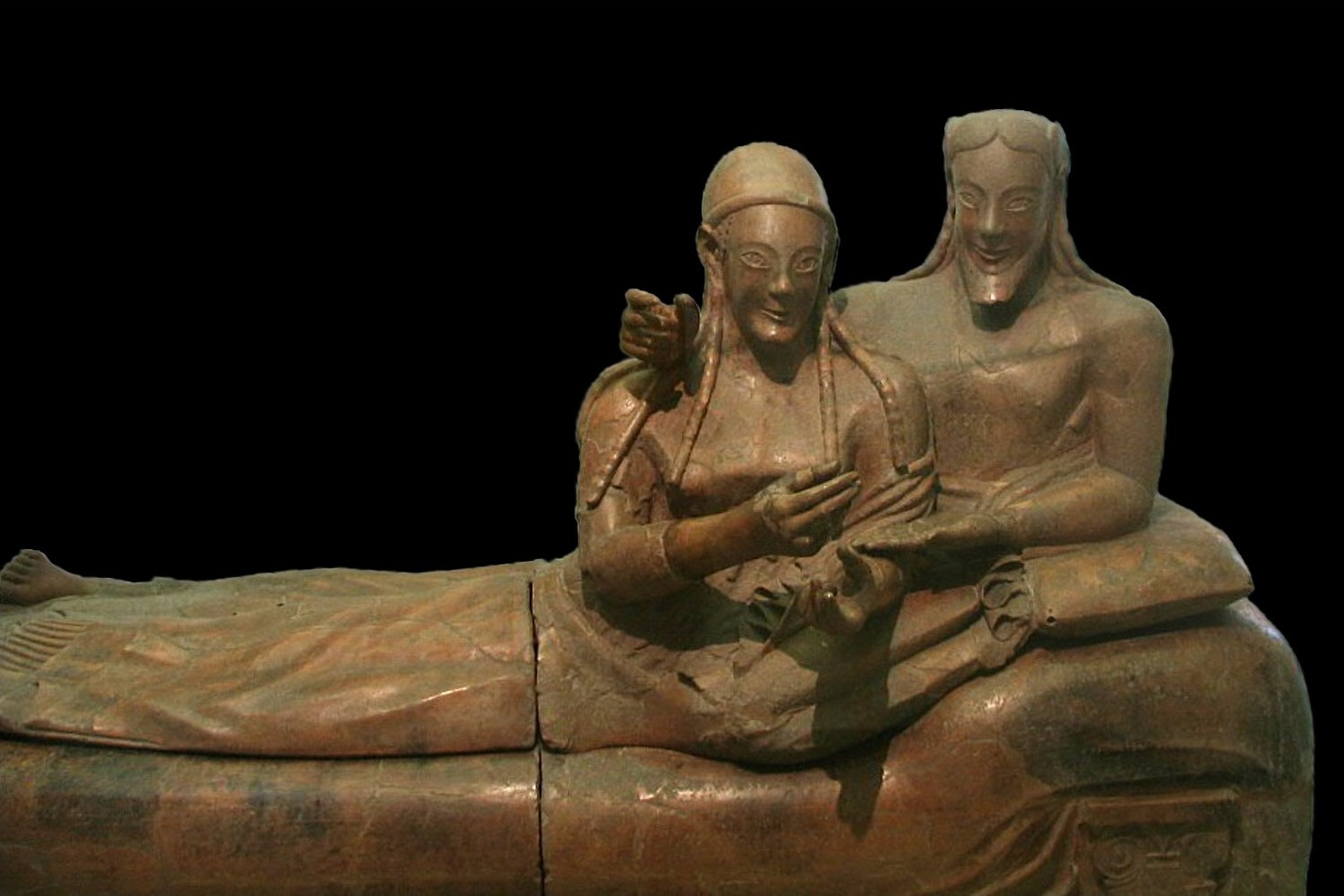
Sarcófago etrusco que da título a la novela, en Villa Julia, Roma

La sonrisa etrusca es una novela del escritor español José Luis Sampedro, publicada en 1985. En 2001, el diario español El Mundo la incluyó en su lista de las 100 mejores novelas en español del siglo XX.

## Sinopsis
La historia se desarrolla en Milán, donde Salvatore Roncone, un viejo cascarrabias, tozudo y extraordinariamente apegado a la tierra calabresa en la que nació, es trasladado por su hijo Renato para ser tratado de un cáncer.
En la gran ciudad encara el choque de dos mundos: el de su hijo y esposa, quienes, junto a su único hijo, Bruno, de trece meses de edad, forman una típica familia burguesa y urbana, con el suyo en el sur de Italia, mundo de sabores, de olores, de rancias y machistas costumbres y de rencillas familiares.
El pequeño nieto se llama Bruno, nombre que hace feliz al abuelo, pues, aun ignorándolo su propio hijo, era el nombre que recibía Salvatore en la clandestinidad partisana. Se establece así una relación entre el abuelo y el nieto, en quien vuelca su ternura y a quien intenta transmitir su amor por la vida, que a él, como consecuencia de la enfermedad, se le va escapando.
Pero eso no impide a este detener su vida. Hasta tal punto llega su afán de demostrar que aún es capaz de llevar los hechos lo más normalmente posible. Tanto es así, que vuelve a enamorarse..., demostrándonos que nunca es tarde.

## Adaptaciones
- En 2011 se puso en marcha una versión teatral de la novela dirigida por José Carlos Plaza, con Héctor Alterio en el papel de Salvatore Roncone. En el reparto figuraban también Nacho Castro, Julieta Serrano, Israel Frías, Sonia Gómez Silva, Carlos Martínez Abarca, Cristina Arranz y Olga Rodríguez.
- La sonrisa etrusca (2018), película dirigida por Oded Binnun y Mihail Brezis[2]
Protagonizada por Brian Cox, Rosanna Arquette, JJ Feild, Thora Birch, Treat Williams, Tim Matheson, Peter Coyote, Emanuel Cohn y Clive Russell. Sitúa la acción en Estados Unidos.